# Samtgemeinde Grasleben
La comunità amministrativa di Grasleben (Samtgemeinde Grasleben) si trova nel circondario di Helmstedt nella Bassa Sassonia, in Germania.

## Suddivisione
Comprende 4 comuni:
1. Grasleben
2. Mariental
3. Querenhorst
4. Rennau

Il capoluogo è Grasleben.